# Tatjana Burmazovic
 (février 2019).
Si vous disposez d'ouvrages ou d'articles de référence ou si vous connaissez des sites web de qualité traitant du thème abordé ici, merci de compléter l'article en donnant les références utiles à sa vérifiabilité et en les liant à la section « Notes et références ».
Tatjana Burmazovic ( cyrillique serbe : Татјана Бурмазовић) est une joueuse de volley-ball serbe occupant le poste de libéro, née le 6 février 1984 à Sremska Mitrovica en Serbie. Elle est également joueuse de beach volley.

## Biographie
Elle a été élue comme meilleure cadette de Yougoslavie en 2000, meilleure libéro du pays en 2002 et meilleure joueuse de beach volley en 2006. 
Elle a été membre de l'équipe nationale junior serbe pendant trois ans et de l'équipe nationale de beach volley serbe pendant huit ans.   
Durant la saison 2002-2003, elle a participé à la CEV Challenge Cup avec l’équipe de SREM. 
Pour la saison 2003-2004, elle a participé à la Ligue des champions féminine de avec le club OK Crvena Zvezda. 
Lors de la saison 2007-2008, elle a participé à la CEV Challenge Cup avec l'équipe du Béziers Volley.

## Palmarès
- Vainqueure du Championnat de Serbie 2003-2004
- Vainqueure de la Coupe de Serbie 2003-2004
- Vainqueure du Championnat de Bulgarie 2006-2007
- Finaliste de la Coupe de France 2018-2019
- Finaliste du Championnat de France féminin de volley-ball 2018-2019